# تل قلعه احمدخان سویزه
تل قلعه احمدخان سویزه مربوط به دورهٔ ساسانیان است و در شهرستان فراشبند، بخش دهرم، دهستان دهرم، کیلومتری ۶ جاده روستای دهرم بطرف احمدآباد واقع شده و این اثر در تاریخ ۱۵ دی ۱۳۸۷ با شمارهٔ ثبت ۲۴۱۷۲ به‌عنوان یکی از آثار ملی ایران به ثبت رسیده است.